# Oryzomys palustris
Espèce
Statut de conservation UICN

 LC  : Préoccupation mineure
Le rat du riz, ou Oryzomys palustre, (Oryzomys palustris) est un rongeur semi-aquatique nord-américain de la famille des Cricétidés. Il fait partie des espèces appelées localement « rat des marais »[réf. nécessaire] et ne doit pas être confondu avec le rat des rizières (Rattus argentiventer).

## Répartition

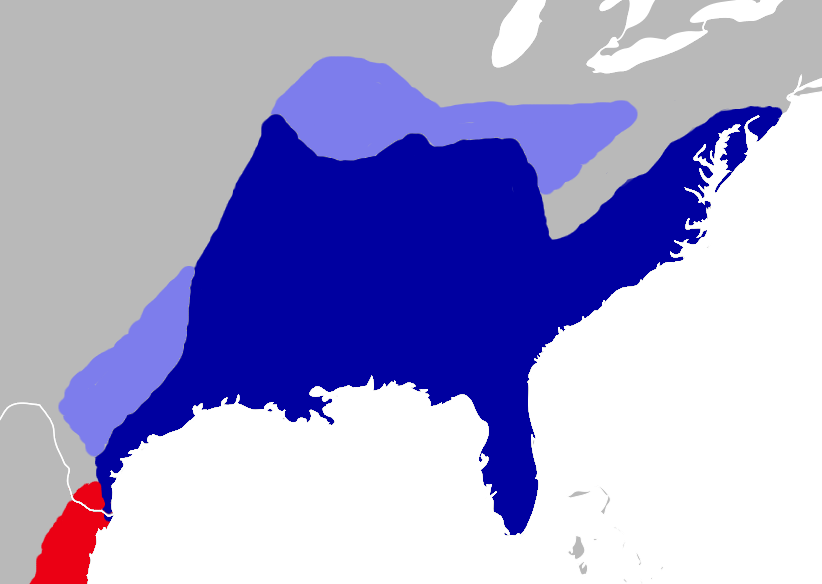
Carte du Sud-Est des États-Unis. Distribution actuelle (bleu sombre) et passée (bleu clair).

Cette espèce se rencontre aux États-Unis : du New Jersey au Kansas, de Floride au Texas, et dans l'extrême Nord du Tamaulipas au Mexique.

## Liste des sous-espèces
Selon Hanson & al., 2010
- Oryzomys palustris coloratus de Floride
- Oryzomys palustris natator de Floride
- Oryzomys palustris palustris de Floride
- Oryzomys palustris planirostris de l'Est du Mississippi et du Nord de la Floride
- Oryzomys palustris sanibeli de Floride
- Oryzomys palustris texensis de l'Ouest du Mississippi